# 치사성 불면증

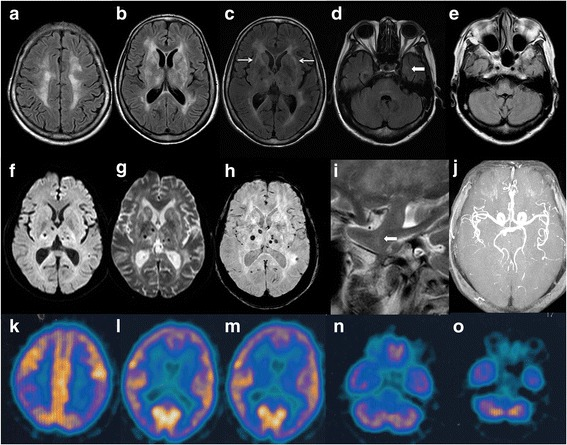

치사성 불면증(致死性不眠症, Fatal Insomnia)은 아주 희귀한 뇌의 상염색체 우성 유전질병이다. 이 병의 우성 유전자는 전 세계에서 28개의 가족들만 가지고 있다. 이 병은 프리온이 변형되면서 시상하부에 영향을 줌으로써 발병한다. 만약 한 부모가 이 유전자를 가지고 있다면, 자녀는 50% 확률로 이 유전자를 물려받게 되고, 프리온에 변형을 일으켜 질병이 진행되게 된다. 산발성도 존재하나 가족의 유전적인 내력에 의한 발병이 대부분이다. 이 질병은 아직까지 치료 및 예방법이 없으며, 한 번 발병하게 되면 보통 1년 이내에 사망하게 된다. 따라서 궁극적으로 매우 치명적이다. 수면제를 복용해도 잠을 잘 수 없으며 오히려 혼수상태에 빠질 수 있다. 이 병은 1765년 11월 베네치아의 한 유대인 의사에게서 최초로 발병하였다. 프리온이 직접적인 병원체라는 점에서 크로이츠펠트-야코프병 등과 관련이 있다.

## 증상
이 병의 증상은 쉽게 말해 '죽을 때까지 잠들 수 없는 것'이다. 불면증으로 인해 잠을 잘 수 없게 됨에 따라 공황상태, 환상, 흥분, 진땀, 몸무게 감소,무언증,치매 등의 증상이 나타나며 동공이 바늘 구멍의 크기 정도로 축소된다. 하지만 같은 병이라도 환자에 따라 증상이 다양하며, 심지어는 같은 FFI 유전자를 가지고 있는 가족끼리도 다른 증상이 나타난다.
이 병의 증상은 대체로 40대를 넘어서 발현하며, 대체로 네 개의 단계를 거쳐서 진행된다.
- 첫 번째 단계: 치명적 가족성 불면증의 가장 주된 증상인 점점 심해지는 불면증이다. 첫 번째 단계는 약 4개월에 걸쳐서 진행되며 공황, 기괴한 공포증들과 같은 수많은 정신의학적 문제들을 포함한다.
- 두 번째 단계: 환상, 공황, 흥분, 진땀과 같은 증세를 일으키며, 약 5개월 동안 지속된다.
- 세 번째 단계: 3개월에 걸쳐 지속되며 몸무게 감소와 함께 총체적 불면증에 걸린다. 이 단계에서 환자는 잠을 자는 것이 불가능하다.
- 네 번째 단계: 약 6개월 동안 지속되며, 치매와 총체적 불면증이 온다. 그리고 무언증에 걸린 후에 갑작스럽게 사망하게 된다.

## 같이 보기
- 불면증
- 크로이츠펠트-야코프병